# スモーキン (カーティス・フラーのアルバム)
『スモーキン』（Smokin'）は、アメリカ合衆国のジャズ・トロンボーン奏者、カーティス・フラーが1972年に発表したスタジオ・アルバム。

## 解説
メインストリーム・レコード移籍後としては2作目で、本作に参加したサイドマンのうちビル・ハードマンは、前作『クランキン』（1971年）に引き続き参加した。また、本作でピアノ及びエレクトリックピアノを弾いたシダー・ウォルトンは、1961年から1964年にかけて、アート・ブレイキー率いるジャズ・メッセンジャーズでフラーと共に多くの録音を残した。なお、フラーは本作を最後にメインストリーム・レコードを離れている。
スコット・ヤナウはオールミュージックにおいて5点満点中3.5点を付け「幾分時代遅れな電気楽器の導入やファンクのリズムもあるとはいえ、リーダー及びトランペット奏者のビル・ハードマン、それにテナー&ソプラノ奏者のジミー・ヒースは、度々聴く価値のあるソロを演奏している」と評している。

## 収録曲
特記なき楽曲はカーティス・フラー作。
1. スモーキン - "Smokin'" - 11:35
2. ジャックス・グルーヴ - "Jacque's Groove" - 6:16
3. ソップ・シティ - "Sop City" - 8:09
4. ピープル・プレイセズ・アンド・シングス - "People Places and Things" - 7:26
5. 星影のステラ - "Stella by Starlight" (Victor Young, Ned Washington) - 7:46

## 参加ミュージシャン
- カーティス・フラー - トロンボーン
- ジミー・ヒース - テナー・サクソフォーン、ソプラノ・サクソフォーン
- ビル・ハードマン - トランペット
- アール・ダンバー - ギター
- シダー・ウォルトン - ピアノ、エレクトリックピアノ
- ミッキー・バス - ダブル・ベース、エレクトリックベース
- ビリー・ヒギンス - ドラムス